# 张安疆
张安疆（1971年2月—），男，汉族，甘肃景泰人，中华人民共和国政治人物。曾任中共重庆市潼南区委书记，现任重庆市人民政府副市长、党组成员，重庆市公安局党委书记、局长、督察长，中共重庆市委政法委副书记。

## 生平

### 学习经历
1994年本科毕业于西安矿业学院（今西安科技大学）建筑工程系建筑工程专业。1997年在甘肃工业大学（今兰州理工大学）建筑工程系结构工程专业获工学硕士学位。

### 甘肃省
张安疆于1997年至2012年间长期于甘肃省发展和改革委员会及其前身甘肃省发展计划委员会、甘肃省计划委员会工作历任投资处科员、副主任科员、主任科员，固定投资处副处长、处长。2012年2月任甘肃省西部开发办副主任，期间曾挂职上海市普陀区副区长助理，同年12月任武威市人民政府党组成员、副市长。
2016年6月，任甘肃省发展和改革委员会党组成员、副主任。2017年12月，任中共酒泉市委副书记，隔年1月当选为酒泉市人民政府市长。

### 重庆市
2019年12月，张安疆作为大规模跨省厅局级干部交流的一员，调任中共重庆市潼南区委副书记、重庆市潼南区人民政府代区长，隔年1月当选为区长。2021年5月，任中共重庆市潼南区委书记。
2023年1月，当选为重庆市人民政府副市长。2024年2月，接替胡明朗任重庆市公安局党委书记、局长、督察长，中共重庆市委政法委副书记。